# Espartinas
Espartinas ist eine Stadt in der Provinz Sevilla in Spanien mit 16.482 Einwohnern (Stand: 2024). Sie ist Teil der Comarca Aljarafe in Andalusien.

## Geschichte
Der Ursprung von Espartinas lässt sich bis in die Römerzeit und die Gründung der Siedlungen Lauretum, Tablante, Paterna, Villalvilla und Mejina zurückverfolgen. Der Name Espartinas erscheint im 13. Jahrhundert, als König Ferdinand III. von Kastilien während der Reconquista weite Gebiete des Guadalquivir-Beckens eroberte. König Alfons X. von Kastilien gab der Stadt später ihr heutiges Wappen.

## Persönlichkeiten
- Inma Gabarro (* 2002), Fußballspielerin